# Fondo di garanzia dei depositanti
Il  Fondo di garanzia dei depositanti è un particolare fondo di rimborso dei depositanti di una banca dichiarata fallita. Il sistema che prevede il fondo in questione, chiamato "sistema di garanzia dei depositanti", è stato implementato in molti paesi del mondo, tra cui l'Unione europea, che lo ha reso obbligatorio con una direttiva del 1994. Il funzionamento del sistema, e in particolare i casi in cui è previsto il rimborso, così come l'importo massimo rimborsabile, variano a seconda dei paesi. In Italia, i fondi in questione vengono gestiti attraverso dei consorzi tra banche.

## In Italia

### Storia
Un antenato di quello che oggi è il fondo di garanzia dei depositanti può essere rintracciato nell'art. 36 (oggi abrogato) della Legge 2 giugno 1961, n. 454, il quale istituiva il"Fondo interbancario di garanzia"; esso aveva lo scopo di garantire "la copertura dei rischi derivanti dalla concessione, ai termini delle disposizioni in materia di credito agrario, di mutui di miglioramento fondiario e di formazione di proprietà contadina [...]". Il fondo aveva però uno scopo sostanzialmente diverso dall'attuale fondo, in quanto si rivolgeva solamente alle banche che erogavano il "credito agrario di miglioramento" ed era finalizzato ad aiutare le banche che si trovavano in difficoltà in conseguenza dell'erogazione dei crediti suddetti.
Un fondo più vicino all'odierno fondo di garanzia fu costituito nel 1978. In quell'anno nacque, infatti, il "Fondo Centrale di Garanzia delle Casse Rurali ed Artigiane" presso l'ICCREA (l'Istituto Centrale delle Casse Rurali ed Artigiane), il quale si rivolgeva alle casse rurali ed artigiane (le antenate delle odierne banche di credito cooperativo) e, oltre a garantire i depositanti, aveva anche l'obiettivo di aiutare le casse rurali ed artigiane in difficoltà.
Un fondo rivolto a banche diverse dalle casse rurali ed artigiane fu istituito ne 1987, anno in cui nacque anche il Fondo interbancario di tutela dei depositi; l'adesione al fondo da parte delle banche, però, non era ancora obbligatoria, ma su base facoltativa. Successivamente, la direttiva 94/19/CEE rese obbligatoria l'adesione ai sistemi di garanzia dei depositi e, con il decreto legislativo 4 dicembre 1996, n. 659, che recepiva la sopraccitata direttiva, i fondi di garanzia furono resi obbligatori anche in Italia.
La direttiva 2009/14/CE prevedeva un rimborso minimo di 15 000 - 20 000 ECU; il decreto legislativo 4 dicembre 1996, n. 659, di recepimento della direttiva, sanciva invece che "il limite massimo di rimborso per ciascun depositante non può essere inferiore a lire duecento milioni".
Un ulteriore passo avanti si è avuto con la direttiva 2014/49/UE (recepita in Italia con il decreto legislativo 15 febbraio 2016, n. 30), la quale ha uniformato, all'interno dell'Unione europea, la soglia di rimborso massima al valore di 100 000 euro, e questo ha contribuito a uniformare l'intero sistema bancario europeo, evitando ad esempio che, all'interno dell'Unione europea, le banche di alcuni paesi potessero essere considerate più affidabili di quelle di altri paesi sulla base di tale importo.

### Caratteristiche
In base all'art. 96, comma 4 del Testo Unico Bancario, "i sistemi di garanzia hanno natura di diritto privato" e "le risorse finanziarie per il perseguimento delle loro finalità sono fornite dalle banche aderenti". In Italia ci sono sostanzialmente due fondi con funzione di sistema di garanzia bancaria:
- il Fondo interbancario di tutela dei depositi;
- il Fondo di garanzia dei depositanti del credito cooperativo.

La legge italiana non sembra fornire particolari disposizioni sulla forma giuridica dei sistemi di garanzia, ma si concentra piuttosto sulla definizione degli obblighi di quest'ultima e sulla sua dotazione finanziaria. In particolare, l'art. 96.1 fornisce alcuni dettagli sulle caratteristiche dei sistemi di garanzia; questi hanno una "dotazione finanziaria proporzionata alle proprie passività", e lo stesso articolo specifica la dotazione minima e i casi in cui è possibile derogare. Inoltre, "la dotazione finanziaria costituisce un patrimonio autonomo, distinto a tutti gli effetti dal patrimonio del sistema di garanzia e da quello di ciascun aderente, nonché da ogni altro fondo istituito presso lo stesso sistema di garanzia. Delle obbligazioni contratte in relazione agli interventi e ai finanziamenti disciplinati dalla Sezione IV del Testo Unico Bancario il sistema di garanzia risponde esclusivamente con la dotazione finanziaria.  Salvo quanto previsto dalla Sezione IV, su di essa non sono ammesse azioni dei creditori del sistema di garanzia o nell'interesse di quest'ultimo, né quelle dei creditori dei singoli aderenti o degli altri fondi eventualmente istituiti presso lo stesso sistema di garanzia".
I sistemi di garanzia tutelano i depositanti:
- delle banche italiane aderenti,  incluse le loro succursali comunitarie e,  se previsto dallo statuto,  le loro succursali extracomunitarie;
- delle succursali italiane delle banche extracomunitarie aderenti;
- delle succursali italiane delle banche comunitarie aderenti.

L'art. 96-bis.1 del Testo Unico Bancario stabilisce quali sono i crediti ammissibili al rimborso, mentre l'art. 96.2, tra le altre cose, dispone, ai commi 5 e 6, che "i sistemi di garanzia assicurano di avere accesso a fonti di finanziamento alternative a breve termine per far fronte alle proprie obbligazioni e possono ricorrere a finanziamenti aggiuntivi provenienti da fonti ulteriori". Inoltre, "la dotazione finanziaria è investita in attività a basso rischio e con sufficiente diversificazione".

## In Europa
La direttiva 2014/49/UE fissa un livello di copertura dei depositi, uniforme nell'Unione.
Più precisamente, armonizza le coperture dei depositi fino a 100.000 euro entro il 2010, in modo da elevare la copertura dal 65 al 90% dei depositanti, secondo stime dell'Europarlamento. I tempi per l'erogazione sono ridotti da tre mesi a un massimo di 20 giorni lavorativi.
La normativa sul bail-in impone che un eventuale aiuto pubblico nel salvataggio di una banca possa avvenire solo dopoché l'8 per cento delle passività – detenute dai soggetti privati, quali azionisti e creditori-obbligazionisti – sia stato aggredito dal bail-in, al fine di ridurre l'onere per il settore pubblico, sia in caso di aiuto statale (articolo 37) sia in caso di intervento del Fondo di risoluzione (articolo 44). 

La normativa UE vieta di estendere la garanzia statale a depositi superiori a 100.000 euro, che quindi è il valore massimo "protetto". La direttiva Brrd (articolo 45) prevede che l'autorità di risoluzione, che per le banche più grandi è la nuova autorità europea Single Resolution Board e per quelle più piccole è la Banca d'Italia.
Diversamente dagli USA, non esiste una garanzia del risparmio a carico del bilancio dell'Unione europea, della BCE, o di un fondo interbancario dell'Unione. I singoli Stati membri alimentano un fondo interbancario nazionale. 

Gli Stati membri sono tenuti ad adottare provvedimenti per garantire questa copertura e, in caso limite, ad erogare direttamente le somme previste a garanzia dei risparmiatori.
La garanzia dei depositi è gestita in modo differente dai singoli Stati membri. E nessuno di questi prevede l'obbligo di copertura dei depositi con fondi pubblici stanziati dai Governi, e in ultima istanza da parte delle Banca Centrale nazionale.
Tuttavia, la BCE ha ripetutamente scelto di intervenire, fornendo liquidità a banche e Stati in crisi.
Le norme europee non impongono ai creditori la sospensione e differimento obbligatori delle rate di pagamento, senza oneri e penali per i clienti, (ad esempio per mutui fondiari, immobiliari o finanziamenti per credito al consumo), in caso di crisi di uno o più istituti di rilevanza nazionale, presso il quale i debitori dispongono delle proprie fonti (risparmi, investimenti, deposito di salario-pensione-redditi vari).
La Direttiva 2014/59/UE realizza il progetto di Unione Bancaria che prevede un Single Supervisory Mechanism, tramite uno schema di assicurazione e garanzia unico per i depositi, e una Resolution Agency che ha ampi poteri di intervento verso le banche in crisi o fallite. La Resolution Agency valuta le dimensioni della banca e il rischio per la stabilità finanziaria del continente, decidendo se la crisi deve essere gestita dall'autorità europea, o autonomamente dalla autorità nazionale (in genere, la Banca Centrale). La garanzia dei depositi fino a 100.000 euro è confermata dal sul bail-in (recepite il 10 settembre 2015), che entrerà in vigore dal 1º gennaio 2016: invece, potranno subire un prelievo forzoso i depositi sopra i 100.000 di persone fisiche e giuridiche, ultimi in ordine di priorità a rispondere in caso di crisi bancaria dopo azionisti e obbligazionisti. Ove si applichi lo strumento del bail-in, al sistema di garanzia dei depositi non è richiesto di versare alcun contributo per le spese di ricapitalizzazione dell'ente o ente-ponte (art. 109, direttiva 2014/59/UE), e in tutti i casi, la passività del sistema di garanzia dei depositi non può superare l'ammontare delle perdite che esso avrebbe dovuto sostenere se l'ente fosse stato liquidato secondo la procedura ordinaria di insolvenza.
Il contributo del sistema di garanzia dei depositi è fornito in contante. Qualora dopo l'impiego di capitali, il fondo scende a meno dei due terzi del livello-obiettivo del sistema di garanzia dei depositi, il livello-obiettivo viene ricostituito entro un periodo di sei anni, adeguando i contributi annuali.

## Negli USA
La FDIC (Federal Deposit Insurance Corporation) americana interviene a copertura dei conti fino a 250.000 dollari per depositante/banca (complessivi per tutti i tipi di conto deposito posseduti nelle banche USA "assicurate"), ed è separata per tipologia di conto-categoria di deposito: ad esempio, conto corrente e certificato di deposito hanno coperture differenti. Quindi, una persona che ha tre categoria di deposito presso due banche diverse avrà coperture pe run totale di: 3*2*250.000 = 1.500.000 dollari.
La legge americana prevede l'obbligo di una doppia copertura:
- da parte del Governo Federale tramite l'agenzia indipendente FDIC;
- da parte della Federal Reserve, come prestatore di ultima istanza, quando i fondi del bilancio federale non sono sufficienti.

Non tutte la banche beneficiano della copertura federale dei depositi: la FDIC seleziona le banche assicurabili con fondi pubblici, in modo indipendente dalla Federal Reserve.
La Banca Centrale può ricorrere, fra i vari strumenti, ad un allentamento quantitativo (quantitative easing) illimitato.

### Riferimenti normativi

#### Direttive dell'Unione europea
- Direttiva 2014/49/UE del Parlamento europeo e del Consiglio, del 16 aprile 2014 , relativa ai sistemi di garanzia dei depositi Testo rilevante ai fini del SEE
- Direttiva 2014/59/UE del Parlamento europeo e del Consiglio, del 15 maggio 2014 , che istituisce un quadro di risanamento e risoluzione degli enti creditizi e delle imprese di investimento e che modifica la direttiva 82/891/CEE del Consiglio, e le direttive 2001/24/CE, 2002/47/CE, 2004/25/CE, 2005/56/CE, 2007/36/CE, 2011/35/UE, 2012/30/UE e 2013/36/UE e i regolamenti (UE) n. 1093/2010 e (UE) n. 648/2012, del Parlamento europeo e del Consiglio Testo rilevante ai fini del SEE
- Direttiva 2009/14/CE del Parlamento europeo e del Consiglio, dell'11 marzo 2009 , recante modifica della direttiva 94/19/CE relativa ai sistemi di garanzia dei depositi per quanto riguarda il livello di copertura e il termine di rimborso (Testo rilevante ai fini del SEE) - abrogata
- Direttiva 94/19/CE del Parlamento Europeo e del Consiglio, del 30 maggio 1994, relativa ai sistemi di garanzia dei depositi (abrogata)

#### Normativa della Repubblica Italiana
- Artt. 83, 96, 96-bis e 96-ter del Testo Unico Bancario
- Decreto legislativo 15 febbraio 2016, n. 30 - Attuazione della direttiva 2014/49/UE del Parlamento europeo e del Consiglio, del 16 aprile 2014, relativa ai sistemi di garanzia dei depositi.
- Decreto legislativo 16 novembre 2015, n. 180 - Attuazione della direttiva 2014/59/UE del Parlamento europeo e del Consiglio, del 15 maggio 2014, che istituisce un quadro di risanamento e risoluzione degli enti creditizi e delle imprese di investimento e che modifica la direttiva 82/891/CEE del Consiglio, e le direttive 2001/24/CE, 2002/47/CE, 2004/25/CE, 2005/56/CE, 2007/36/CE, 2011/35/UE, 2012/30/UE e 2013/36/UE e i regolamenti (UE), n. 1093/2010 e (UE) n. 648/2012, del Parlamento europeo e del Consiglio.
- Decreto legislativo 16 novembre 2015, n. 181 - Modifiche del decreto legislativo 1º settembre 1993, n. 385 e del decreto legislativo 24 febbraio 1998, n. 58, in attuazione della direttiva 2014/59/UE del Parlamento europeo e del Consiglio, del 15 maggio 2014, che istituisce un quadro di risanamento e risoluzione degli enti creditizi e delle imprese di investimento e che modifica la direttiva 82/891/CEE del Consiglio, e le direttive 2001/24/CE, 2002/47/CE, 2004/25/CE, 2005/56/CE, 2007/36/CE, 2011/35/UE, 2012/30/UE e 2013/36/UE e i regolamenti (UE), n. 1093/2010 e (UE) n. 648/2012, del Parlamento europeo e del Consiglio.
- Decreto legislativo 24 marzo 2011, n. 49 - Attuazione della direttiva 2009/14/CE, che modifica la direttiva 94/19/CE, relativa ai sistemi di garanzia dei depositi per quanto riguarda il livello di copertura e il termine di rimborso.
- Decreto legislativo 4 dicembre 1996, n. 659 - Recepimento della direttiva 94/19/CEE relativa ai sistemi di garanzia dei depositi.
- Decreto-Legge 4 novembre 1981, n. 621 - Modificazioni alla disciplina del Fondo interbancario di garanzia.
- Legge 15 ottobre 1981, n. 590 - Nuove norme per il Fondo di solidarietà nazionale (abrogato)
- Art. 36 (abrogato) della Legge 2 giugno 1961, n. 454 - Piano quinquennale per lo sviluppo dell'agricoltura